# Волконское
Волко́нское — село в Козельском районе Калужской области. Является административным центром сельского поселения «Село Волконское».
Расположено примерно в 13 км к юго-западу от города Козельска, на одном из притоков реки Жиздры.

## История
Люди селились на этом месте издавна, чему свидетельствуют древнее городище на берегу реки Лукосны и курганы вокруг села, относящиеся к IV—VII, VIII—X векам.
В XV—XVII веках здесь располагалось имение князей Волконских, которые упоминались в разрядной книге как защитники береговой линии обороны. 
В 1771 году на средства помещика П. С. Хлопова в селе была выстроена каменная Владмирская церковь. 
В 1780 году усадьбой владел Н. И. Бестужев-Рюмин, затем — Еропкины, И. Хлопов (1802), И. Г. Воейков (1811), М. Ф. Майдич, А. Я. Денибеков (1850), П. Н. Карпов (1860).
К 1859 году в селе насчитывалось 50 дворов. В 1861 году оно вошло в Меренищенскую волость Козельского уезда Калужской губернии.

## Население
| 1859 | 1880 | 1892 | 1897 | 1913 | 2002 | 2010 |
| ---- | ---- | ---- | ---- | ---- | ---- | ---- |
| 533  | 542  | 751  | 878  | 1189 | 458  | 483  |